# 仙山線
仙山線（日语：／ Senzan sen */?）是一條連結宮城縣仙台市青葉區的仙台站與山形縣山形市的羽前千歲站，屬於東日本旅客鐵道（JR東日本）的鐵路線（幹線）。
作為運行系統也包括奧羽本線的羽前千歲站至山形站。

## 概要
其路線名稱源自營運上的起訖點、縣廳所在地「仙」台與「山」形兩地之地名字首。全長58.0公里（仙台～羽前千歲間）的仙山線雖然只通行至羽前千歲，但在實際運作上，是與奧羽本線共用羽前千歲與山形市的主車站、山形車站間的路段。這段區間內有非常多的平行路線，但由於主要的山形新幹線/山形線是採1,435毫米標準軌設計，因此特別鋪設獨立的1,067毫米軌距路線給仙山線使用，除此之外，在北山形～山形間的路段，則是與左澤線共用。
仙山線全線皆為單線配置，因此在大部分的車站都設置有複數以上的路軌以便利列車交會，行控中心設於仙台（仙台輸送指令室）。此線使用20,000伏特、50赫茲的交流電，於1955年在部份路段試用，1957年全線啟用，為日本最早的交流電鐵路。
此線是日本第一條以交流電營運的路線（詳情參見「#交流電發祥地」一節）。
起點的仙台站可轉乘東北新幹線與東北本線，終點的羽前千歲站可轉乘奧羽本線。所有列車都停途經羽前千歲直通至奧羽本線的山形站，因此作為運行系統的仙山線會包括奧羽本線羽前千歲站－山形站之間一段。同一路段還有軌間不同的的山形新幹線／山形線（軌距1,435毫米）的獨立單線，為仙山線的鋪設打下基礎，北山形站－山形站之間與左澤線列車共用。
全線位於仙台市內與山形市內，只有與東北本線的分岔部分通過仙台市宮城野區，奧新川站－仙山隧道之間部分通過太白區，但都沒有設置車站、信號場等設施，車站全部位於仙台市青葉區內與山形市內。中途沒有通過其他市町村直接彼此連結縣廳所在地，而且完全只鋪設在兩座城市之間的JR路線就只有仙山線一條。
2003年（平成15年）起，連結仙台市都心部與愛子副都心的仙台站－愛子站間成為IC卡乘車券「Suica」的仙台地域。2014年（平成26年）4月1日起全線納入大都市近郊區間新設的「仙台近郊區間」，作並站、山寺站可以使用IC卡乘車券「Suica」。

## 路線資料
- 管轄（事業類別）：東日本旅客鐵道（第一種鐵道事業者）
- 路段、路線距離（營業距離）：仙台－羽前千歲 58.0公里[2]
- 軌距：1067毫米[2]
- 站數：18個（包括起終點站）
  - 若只限屬於仙山線的車站，排除起終點站（仙台站屬於東北本線、羽前千歲站屬於奧羽本線[3]）則為16個。
- 複線路段：沒有（全線單線）[2]
- 電化路段：全線（交流電20000V、50Hz）
- 閉塞方式：特殊自動閉塞式（軌道回路檢知式）
- 保安裝置：
  - ATS-Ps（仙台－愛子之間）
  - ATS-SN（愛子－羽前千歲之間）
- 運轉指令所（日语：運転指令所）：仙台綜合指令室（CTC）
- 最高速度：95公里/小時
- 最大坡度：33.0‰

全線由仙台支社管轄。

## 車站列表
- ：特定都區市內制度下屬於「仙台市內」的車站
- 停靠站
  - 普通…除信號場外停靠所有車站
  - 快速…●：所有列車停靠、◆・▲：一部分停靠（▲為只限上行1班）、｜：通過
- 軌道 … ◇・∨・∧：可以進行列車交會、｜：無法進行列車交會
  - 仙山線內全線單線，奧羽本線路段的此路線、左澤線用的狹軌也是單線。

| 路線名稱 | 中文站名     | 日文站名 | 英文站名 | 站間 營業 距離 | 累計 營業 距離 | 快速                                                       | 接續路線、備註 | 軌道 | 所在地               |
| -------- | ------------ | -------- | -------- | -------------- | -------------- | ---------------------------------------------------------- | --- | ---- | -------------------- |
| 仙山線   | 仙台         |          |          | -              | 0.0            | ●                                                          | 東日本旅客鐵道： 東北新幹線、秋田新幹線、北海道新幹線、■ 東北本線、■ 常磐線、■ 仙石線、■ 仙台機場Access線、■ 仙石東北線 仙台市地下鐵：■ 南北線、■ 東西線 | ∨    | 宮城縣 仙台市 青葉區 |
| 仙山線   | 東照宮       |          |          | 3.2            | 3.2            | ◆                                                          | | ｜   | 宮城縣 仙台市 青葉區 |
| 仙山線   | 北仙台       |          |          | 1.6            | 4.8            | ●                                                          | 仙台市地下鐵：■ 南北線 | ◇    | 宮城縣 仙台市 青葉區 |
| 仙山線   | 北山         |          |          | 1.7            | 6.5            | ◆                                                          | | ｜   | 宮城縣 仙台市 青葉區 |
| 仙山線   | 東北福祉大前 |          |          | 1.0            | 7.5            | ◆                                                          | | ｜   | 宮城縣 仙台市 青葉區 |
| 仙山線   | 國見         |          |          | 1.1            | 8.6            | ●                                                          | | ◇    | 宮城縣 仙台市 青葉區 |
| 仙山線   | 葛岡         |          |          | 1.5            | 10.1           | ◆                                                          | | ｜   | 宮城縣 仙台市 青葉區 |
| 仙山線   | 陸前落合     |          |          | 2.6            | 12.7           | ●                                                          | | ◇    | 宮城縣 仙台市 青葉區 |
| 仙山線   | 愛子         |          |          | 2.5            | 15.2           | ●                                                          | | ◇    | 宮城縣 仙台市 青葉區 |
| 仙山線   | 陸前白澤     |          |          | 5.4            | 20.6           | ｜                                                         | | ◇    | 宮城縣 仙台市 青葉區 |
| 仙山線   | 熊根         |          |          | 3.1            | 23.7           | ｜                                                         | | ｜   | 宮城縣 仙台市 青葉區 |
| 仙山線   | 作並         |          |          | 5.0            | 28.7           | ●                                                          | | ◇    | 宮城縣 仙台市 青葉區 |
| 仙山線   | 奧新川       |          |          | 5.1            | 33.8           | ｜                                                         | | ◇    | 宮城縣 仙台市 青葉區 |
| 仙山線   | 面白山信號場 |          | /        | -              | 41.5           | ｜                                                         | | ◇    | 山形縣 山形市        |
| 仙山線   | 面白山高原   |          |          | 8.7            | 42.5           | ｜                                                         | | ｜   | 山形縣 山形市        |
| 仙山線   | 山寺         |          |          | 6.2            | 48.7           | ●                                                          | | ◇    | 山形縣 山形市        |
| 仙山線   | 高瀨         |          |          | 3.7            | 52.4           | ▲                                                          | | ｜   | 山形縣 山形市        |
| 仙山線   | 楯山         |          |          | 2.5            | 54.9           | ▲                                                          | | ◇    | 山形縣 山形市        |
| 仙山線   | 羽前千歲     |          |          | 3.1            | 58.0           | ●                                                          | 東日本旅客鐵道：■ 奧羽本線（山形線 新方向） | ｜   | 山形縣 山形市        |
| ※        | 羽前千歲     |          |          | 3.1            | 58.0           | ●                                                          | 東日本旅客鐵道：■ 奧羽本線（山形線 新方向） | ｜   | 山形縣 山形市        |
| 北山形   |              |          | 2.9      | 60.9           | ●              | 東日本旅客鐵道：■ 左澤線                                   | ◇ |      | 山形縣 山形市        |
| 山形     |              |          | 1.9      | 62.8           | ●              | 東日本旅客鐵道： 山形新幹線、■ 奧羽本線（山形線 米澤方向） | ∧ |      | 山形縣 山形市        |

1. ↑  常磐線的正式終點是東北本線岩沼站，運行系統上直通至仙台站。
2. ↑  左澤線的正式起點是北山形站，但運行系統上直通至山形站。

- ※：羽前千歲－山形之間是奧羽本線（山形線）
- 仙台－東照宮之間與東北本線的分岔部分通過仙台市宮城野區、奧新川－面白山信號場之間通過仙台市太白區，但不在該區設站。

### 廢站
- 西仙台高原站（熊根站－作並站間） - 2014年3月15日廢除。
- 八森站（作並站－奧新川站間） - 2014年3月15日廢除。